# L'Alain Gerbault
Alain-Gerbault est le nom du voilier utilisé par Alain Gerbault après le Firecrest.

## Histoire
Alain Gerbault repart en 1932 sur un nouveau bateau, appelé Alain Gerbault.

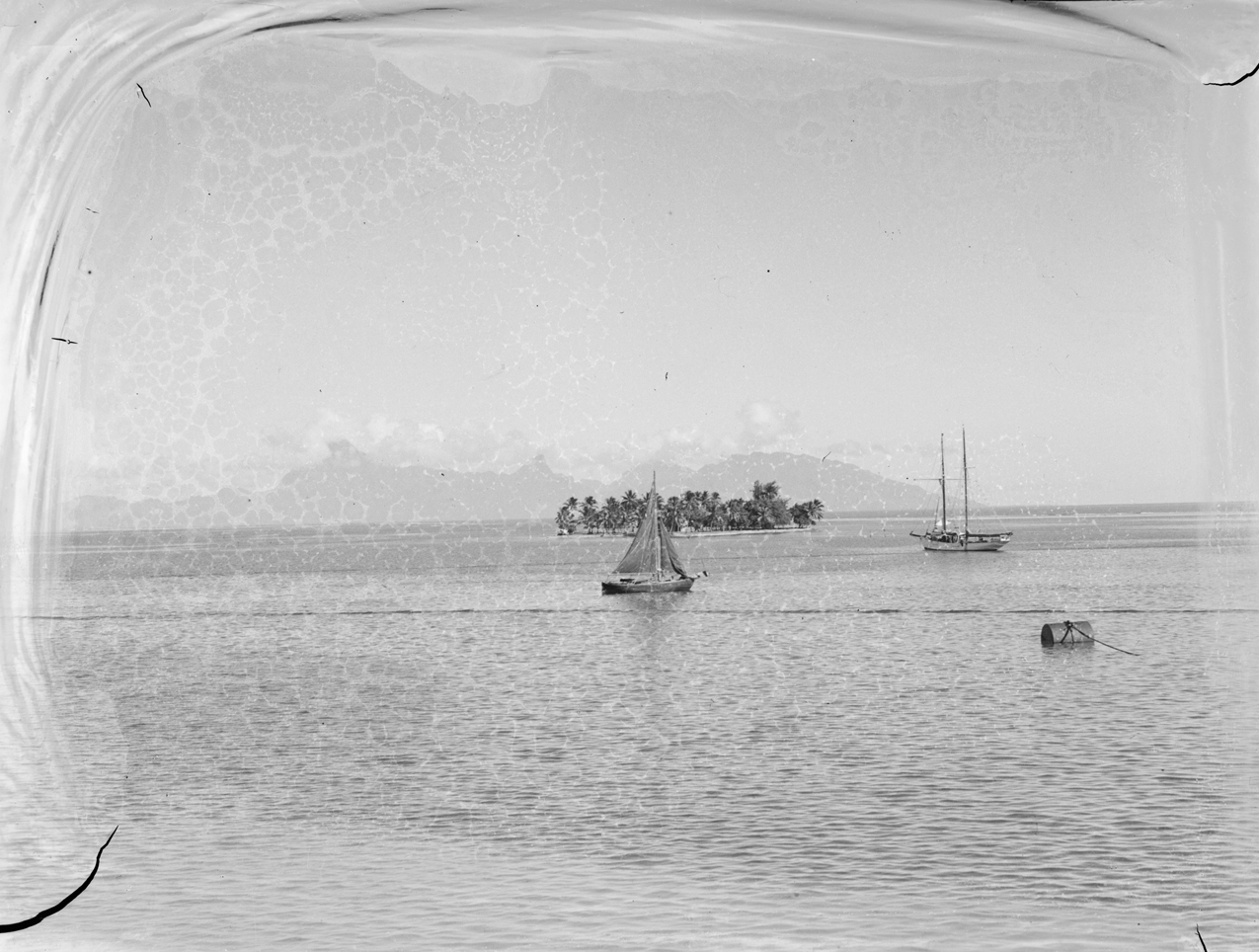
LAlain-Gerbault, Motu Uta, Papeete, Tahiti, Polynésie française.

Alain Gerbault en dessine les plans lui-même, en tenant compte des défauts du Firecrest. L'intérieur et les dimensions sont adaptés à son usage personnel et au logement de ses objets personnels. Il indique d'ailleurs qu'il n'a que l'expérience d'un seul bateau, le Firecrest, et il est probable que, s'il avait confié les plans de son second voilier à un architecte naval qualifié, il aurait obtenu ce à quoi il tenait essentiellement : un bateau pouvant naviguer seul. 
Le nouveau bateau était du type Colin Archer. Gerbault a écrit ce qui suit à propos de la conception :  
« Je dois dire que j'avais toujours eu un faible pour les bateaux d'arrière pointu, dit norvégien, depuis que j'avais aperçu, dans mon enfance, un petit voilier de ce type aux Chantiers de la Richardais-en-Rance, près de Dinard. La rencontre de Ralph Stock, l'écrivain anglais, à Nice en 1920, avait eu, certes, sur moi une grande influence, car il était très élogieux pour son bateau-pilote norvégien, le « Dreamship », avec lequel il voyagea de Londres aux îles Toga, et qu'il trouvait supérieur au bateau-pilote du canal de Bristol qu'il acquit ensuite. J'avais été très impressionné par les éloges qu'il décernait à ce type de bateaux-pilotes dû au génie du célèbre dessinateur Colin Archer.
Dès mon escale à New York en 1923, j'avais été l'hôte de mon regretté ami William Nutting, l'un des meilleurs sportsmen que j'aie rencontré. Il venait de perdre dans une tempête au mouillage son nouveau yacht « Harpoon », à peine lancé. J'envisageais, dès ce moment, la construction future d'un nouveau bateau à arrière norvégien. J'avais converti Nutting entièrement à ce type de bateau. Un livre, je crois, de Keble Chatterton, qui exposait les plans d'un skoite norvégien, de quarante-sept pieds, fit le reste.
Nous partîmes passer le weekend dans l'ile de George Bonnel, président du Cruising Club d'Amérique, et constructeur amateur de ses propres bateaux. Nutting et Hildebrand exécutèrent une maquette en carton du bateau que Nutting voulait construire en trente-deux pieds et qu'il donna à William Atkin, son collaborateur au magazine dont il était l'éditeur et le dessinateur spécialiste de petits voiliers. Et moi je commençai à travailler sur les théories générales de Colin Archer, mais en ne conservant pas les mêmes proportions de largeur et tirant d'eau.
Nutting finalement ne construisit pas de bateau, acheta le « Leif Eriksonn » en Norvège, et disparut avec Arthur Hildebrand en le ramenant du Groenland en Amérique en 1924. William Atkin américanisa en les modifiant les plans de Colin Archer, et lança en Amérique la construction de petits bateaux à arrière pointu. Quant à moi, je ne pus me séparer du « Firecrest », décidai de le conduire autour du monde, mais conservai toujours avec moi les plans de son successeur que j'améliorais constamment.
À l'origine les plans prévoyaient trente-deux pieds anglais de longueur. Puis certaines nécessités de logement intérieur me firent porter à trente-quatre pieds la longueur totale, ou dix mètres quarante, ce que je regrette peut-être un peu maintenant. La largeur, au maitre bau, fut décidée de dix pieds et demi, ou trois mètres vingt, soit deux pieds de plus que le « Firecrest », et le tirant d'eau de cinq pieds et demi, ou un mètre soixante-dix, non pour des raisons de tenue à la mer, mais surtout parce que ces dimensions me permettaient d'avoir un plus grand logement intérieur. »

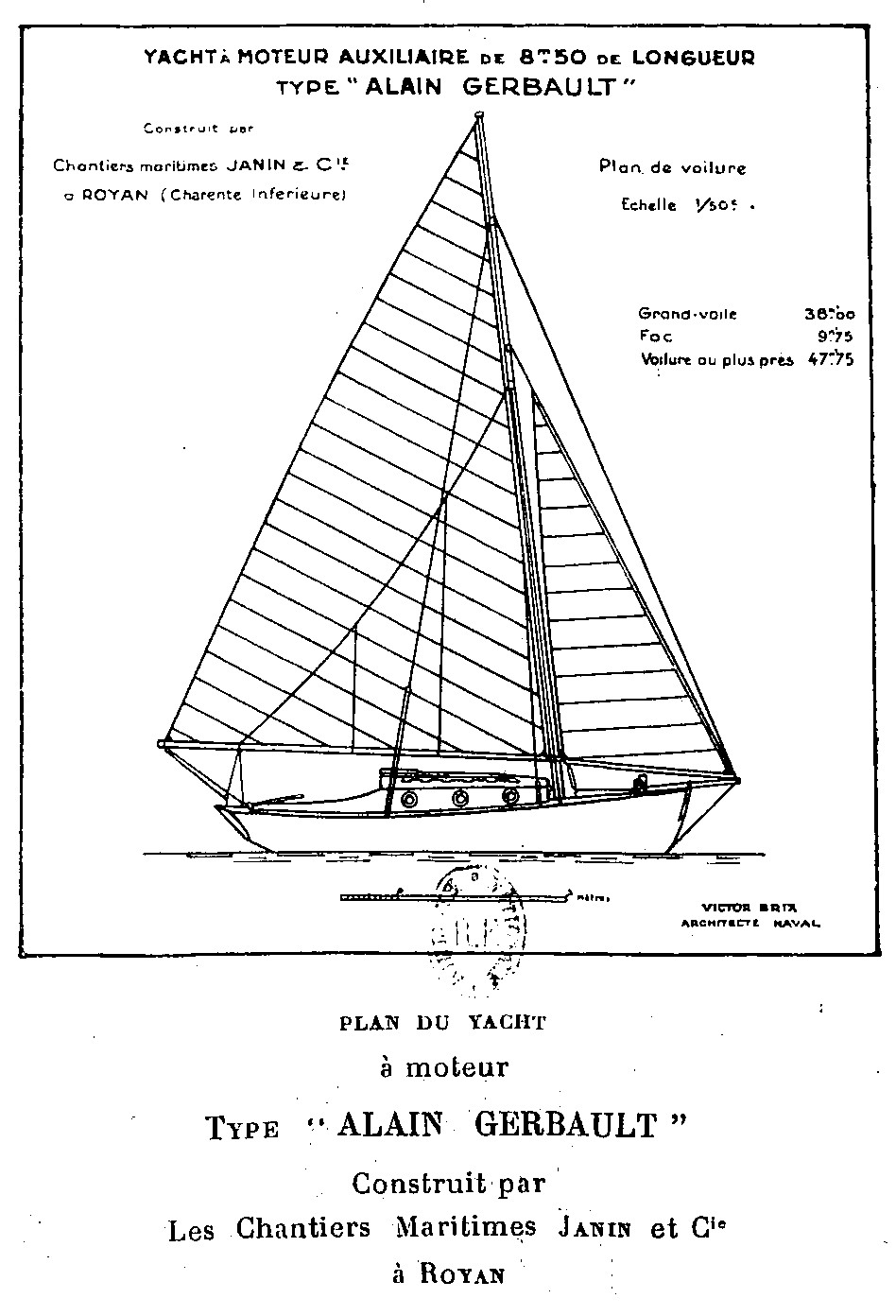
Schéma paru dans Seul à travers l'Atlantique, 1924.

Construit par les ateliers de Paul Jouët grâce aux droits d'auteur de ses ouvrages, il est lancé le 4 juin 1931 à Sartrouville, avec signal distinctif en code international O.Z.Y.U., d'où le titre de son œuvre posthume. En présence de Virginie Hériot et de Jean-Baptiste Charcot, le bateau est baptisé à l'eau de mer et débute dans l'eau douce. Les aménagements et les travaux intérieurs commencent alors jusqu'à la fin de l'été. Gerbault décide de gagner Marseille par les canaux. la mise au point définitive du bateau est longue avant son départ.
Annie Dufour, l'épouse du directeur de la Banque d'Indochine à Tahiti révèle en 1974 que certaines de ses barres de lest en plomb étaient en réalité des lingots d'or recouvert d'une mince couche de plomb.
Alain Gerbault succombe à Dili (Timor oriental) de la malaria et d'un délabrement physique généralisé en 1941, après plusieurs tentatives infructueuses pour gagner le large. 
Le bateau disparaît dans des circonstances étranges, pendant l'Invasion du Timor :
- Pour l'agence Reuters, le bateau a été détruit par une bombe lors du débarquement allié à Dili.
- Pour le journaliste Ferreira da Cofita, le bateau[8] est mis sous scellés, puis pillé[9], et aurait été conduit dans l'Archipel de la Sonde.
- Pour l'infirmier en chef portugais qui soigna Gerbault, le bateau est pillé, puis a fait naufrage[10].